# Tmarus yerohamus
Tmarus yerohamus är en spindelart som beskrevs av Levy 1973. Tmarus yerohamus ingår i släktet Tmarus och familjen krabbspindlar.
Artens utbredningsområde är Israel. Inga underarter finns listade i Catalogue of Life.